# 丽阳名捷城商场
丽阳名捷城商场于2020年3月5日開幕，是位於八打灵再也北部的一間商場。该商场属于丽阳机构兴建的占地17.6英亩，总开发价值（GDV）达23亿令吉的综合用途发展项目。商场上方则设有一栋办公楼及四栋公寓楼。而该商场隔着苏丽雅道（Persiaran Surian）北部为双威广场（Dataran Sunway）商业区，设有双威吉萨商场和双威Nexis办公楼。

## 商場設計
| 楼层  | 设施                                                                 |
| ----- | -------------------------------------------------------------------- |
| 3A    | 展览中心、楼顶公园、商场管理层办公室                                 |
| 3     | GSC影院、Big Food Street清真美食广场、大嘴趴                         |
| 2     | 游乐设施                                                             |
| 1     | BookXcess、Thai Odyssey、MR.DIY、MR.DOLLAR                           |
| G     | 载客区、地产销售廊、H&M、Sports Direct、星巴克臻选、唐吉诃德         |
| CC    | 载客区、咨询处、Village Grocer、Royce'、Qi Odyssey、塔可钟、唐吉诃德 |
| LG    | 诊所、钱币兑换、Mail Boxes Etc.                                      |
| B1-B4 | 停车场                                                               |

丽阳名捷城商场净面积达100万平方英尺并有7层和超过300家商店，由The Jerde Partnership建筑设计公司和GDP Architects所设计，设计灵感来自于科罗拉多大峡谷。其定位为面向中上层购物者的中型社区商场，曲线型的设计让人们在购物、餐饮及娱乐时享受到一种独特的体验。设计也以人为中心，期望创造良好的公共生活环境，并强调连通性、宽敞的开放空间以及创新的理念和设计。设计在重新定义生活艺术的同时也打造了一个生活、学习和发展的理想工作空间。目前主要入驻租户包括GSC影院、Village Grocer、唐吉诃德、马来西亚最大的星巴克臻选咖啡厅（6200平方英尺）等。3A层也设有50,000平方英尺的展览中心。
商场位于苏丽雅道旁的丽阳英达社区，也临近丽阳道（Persiaran Tropicana），该商场设有一座直通加影线的苏丽雅站的天桥以及3,000个停车位。苏丽雅道可前往白蒲大道（LDP）、西部疏散大道（Sprint）本查拉连贯公路（Penchala Link）和新巴生河流域大道（NKVE）等高速公路。
2022年，该发展项目于2022-2023年度国际房地产大奖上获得马来西亚最佳综合开发项目 - 全球五星奖。办公大楼的设计则获得了马来西亚室内设计师协会（MIID）REKA 颁发的公司办公室类别的银奖。

## 图片集

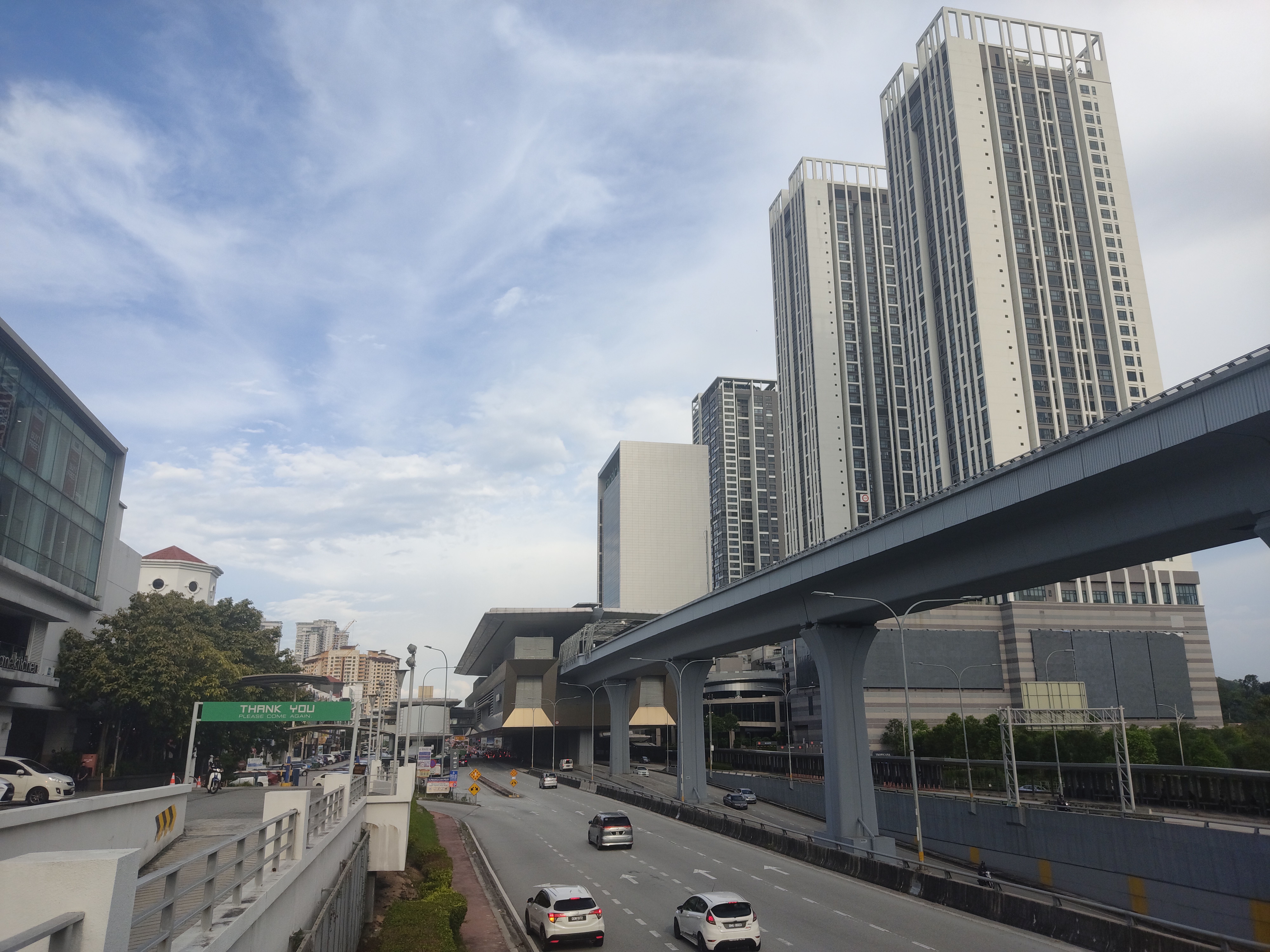
该商场坐落于苏丽雅道和加影线高架轨道旁
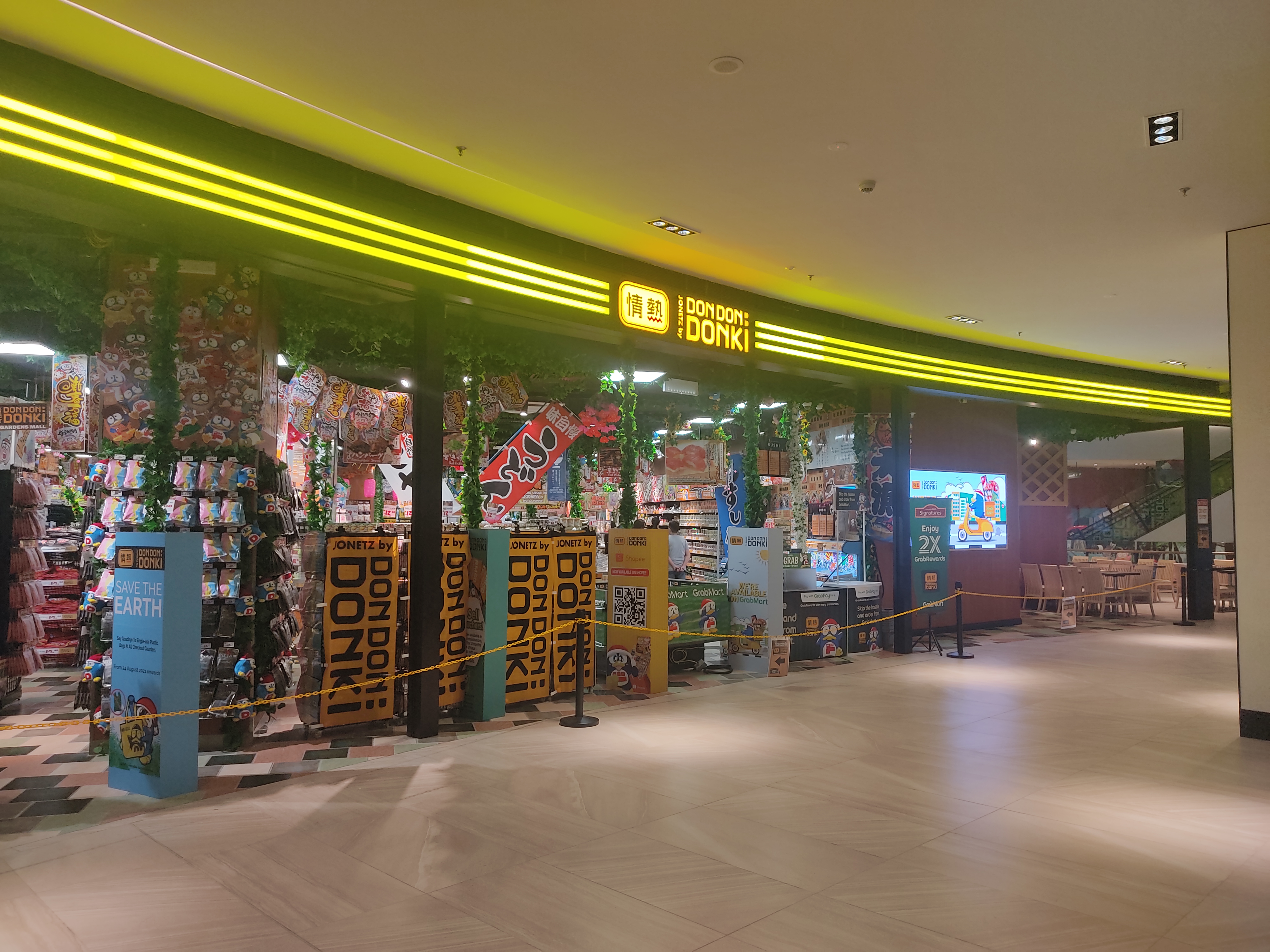
唐吉诃德于该商场的分店，也是马来西亚第二家分店
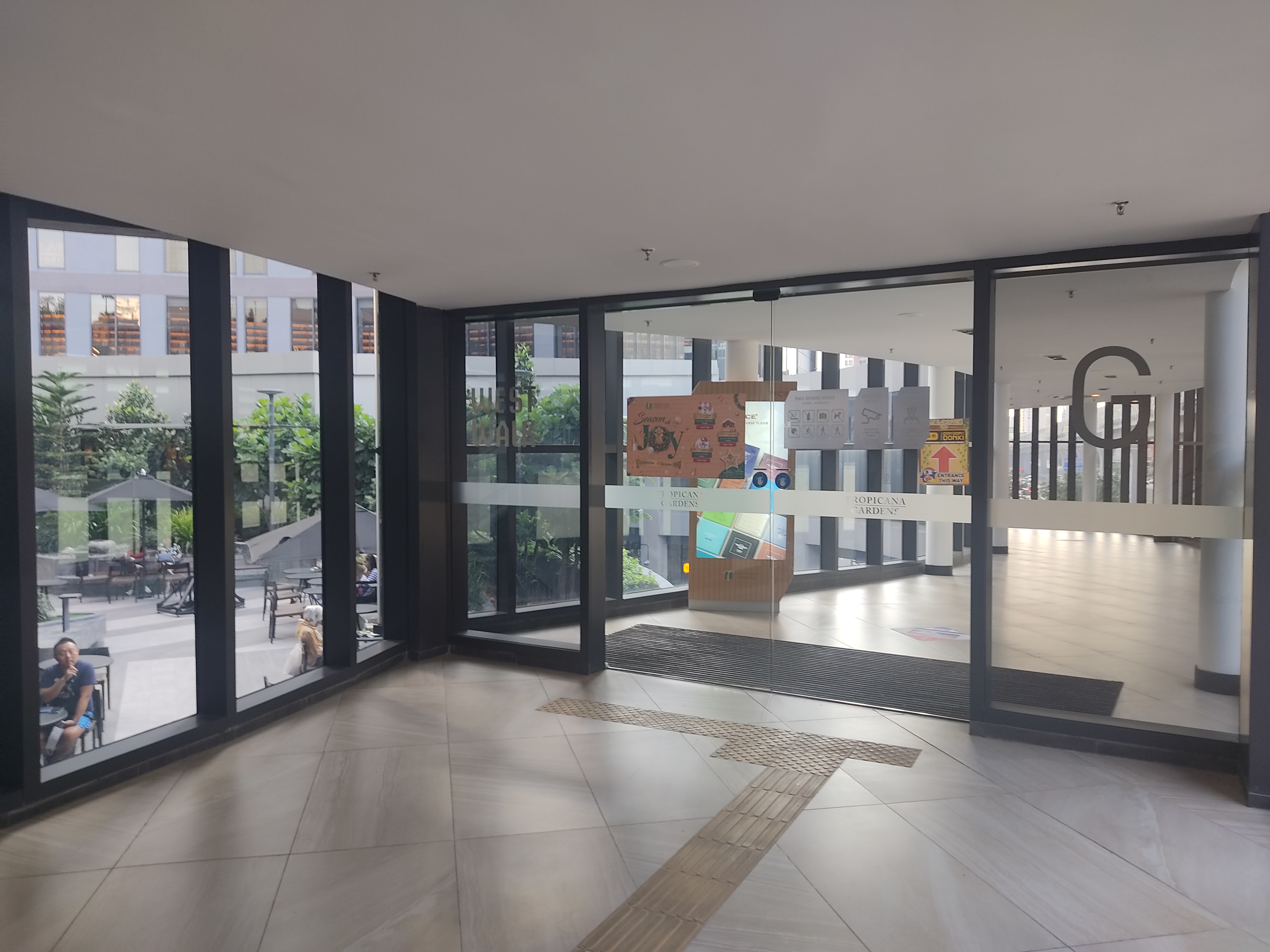
由苏丽雅捷运站进入商场
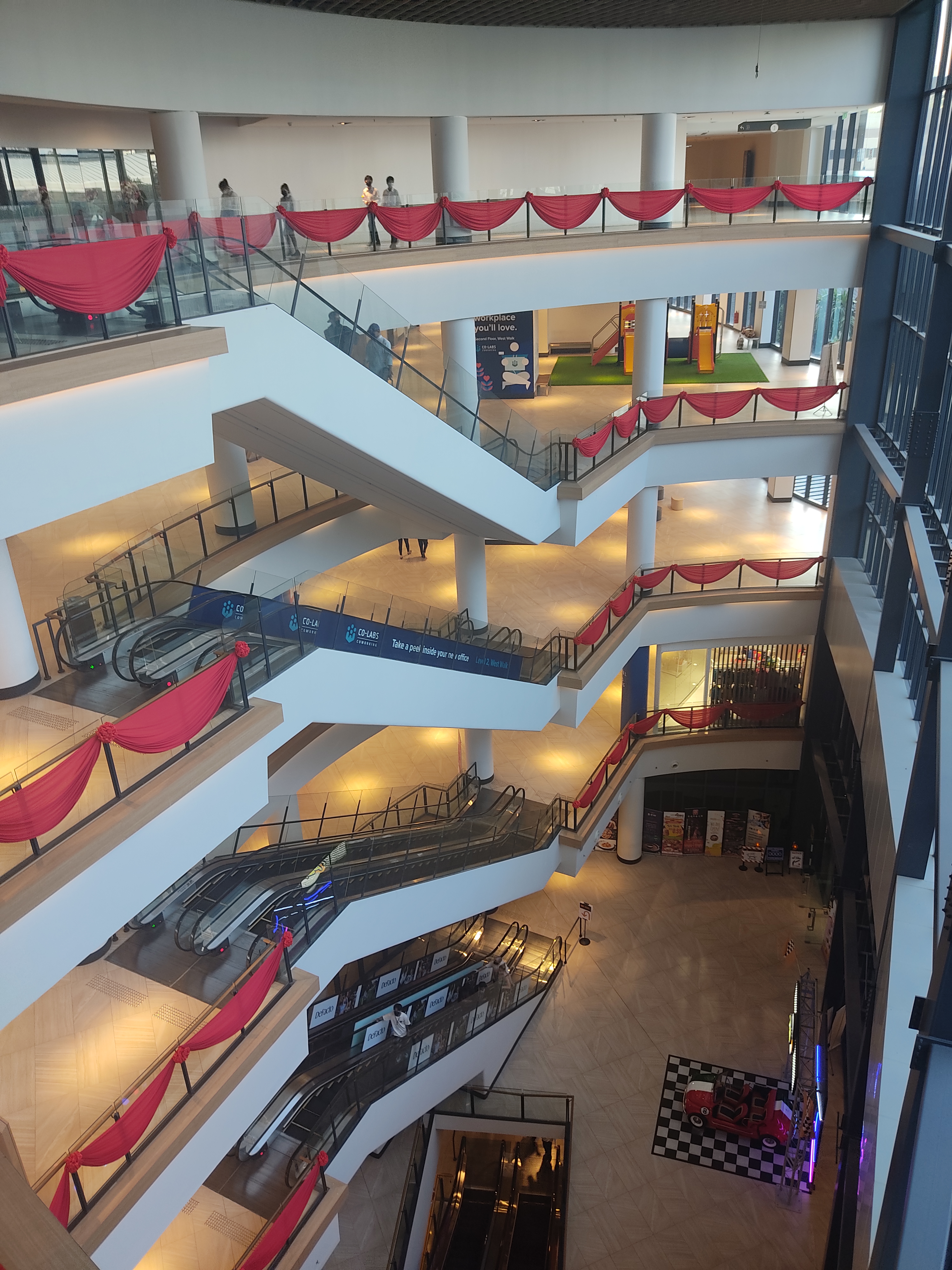
商场内部
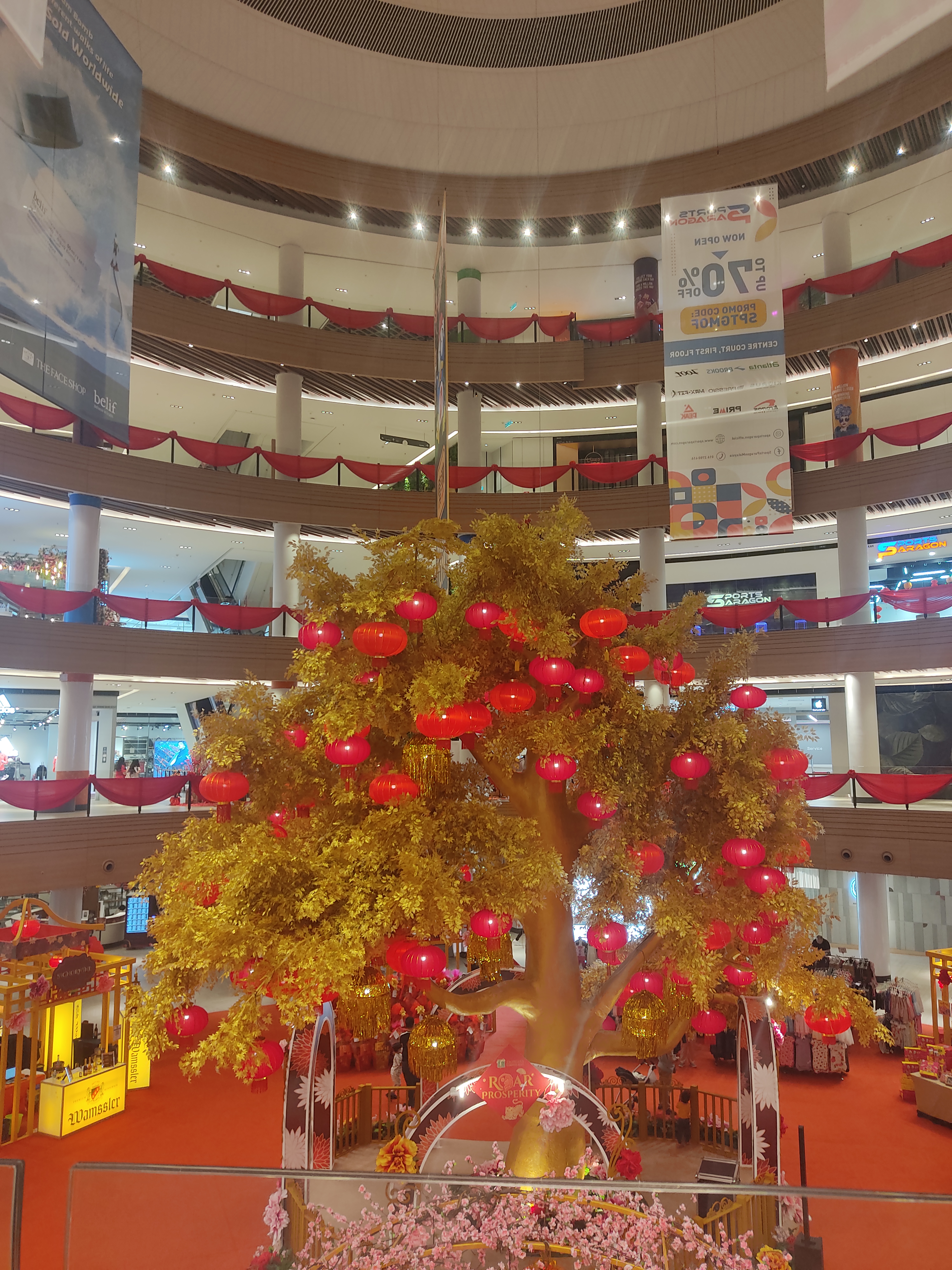
商场农历新年的金钱树装置
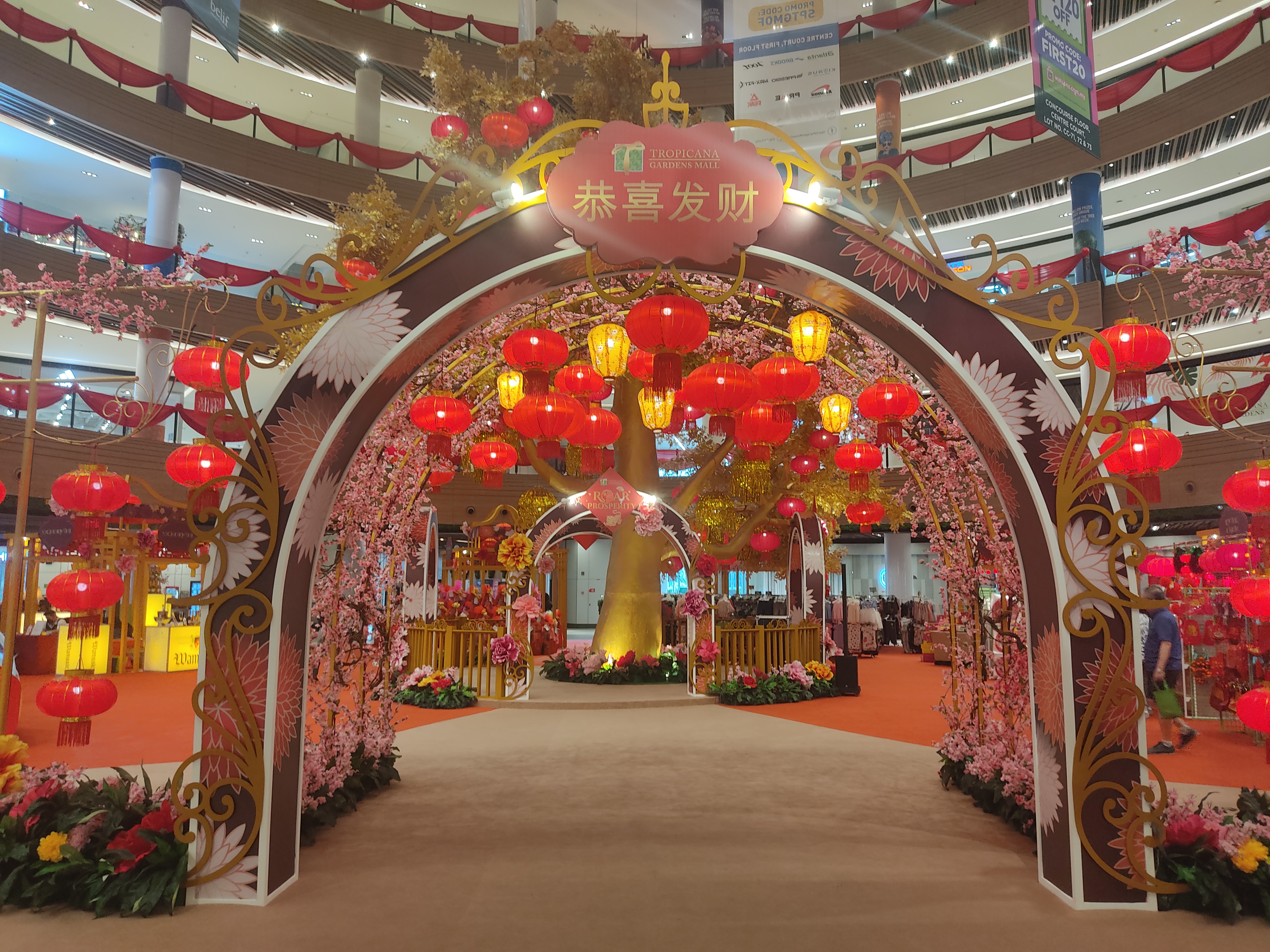
商场中庭新年装置入口
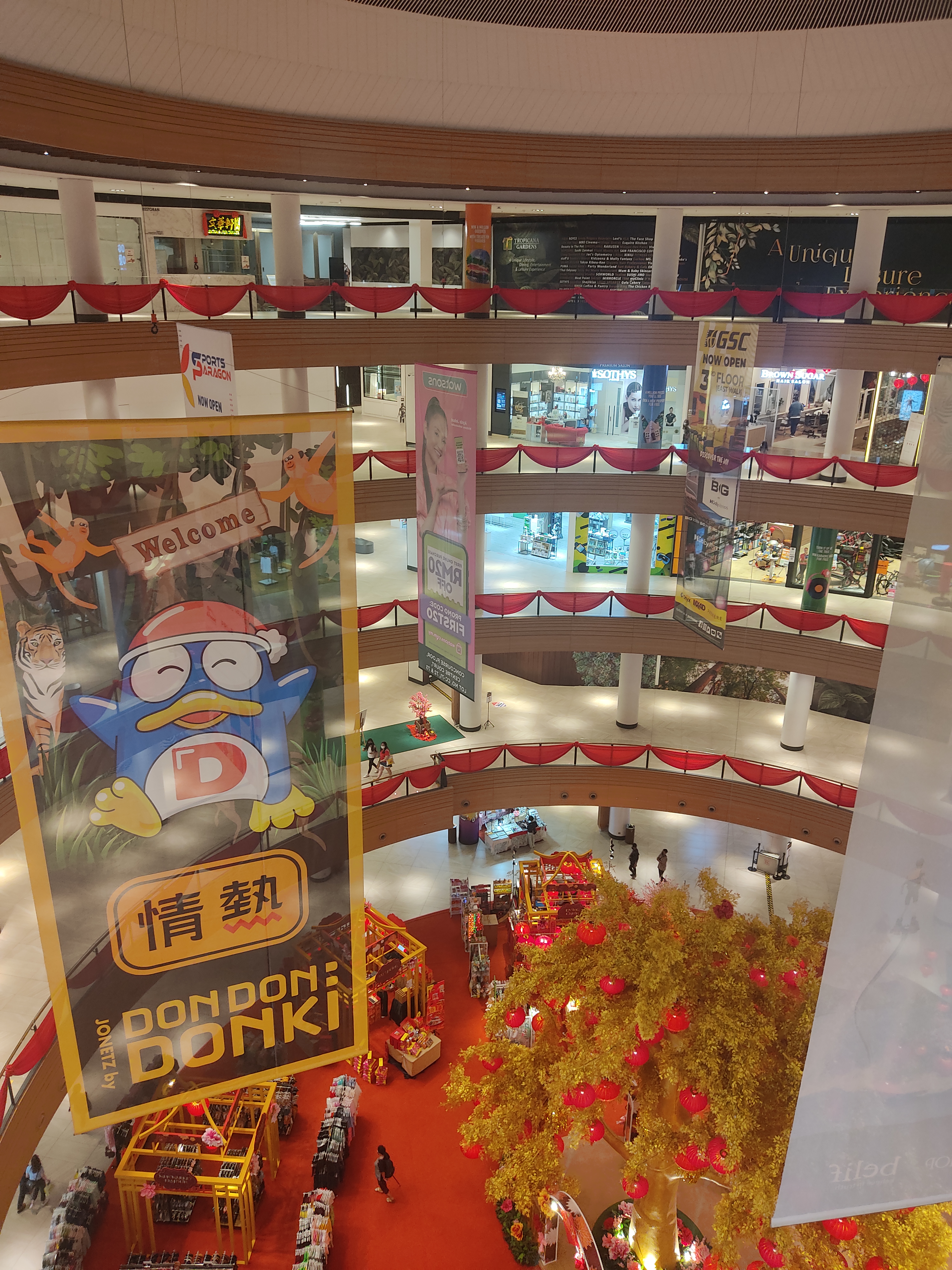
商场中庭
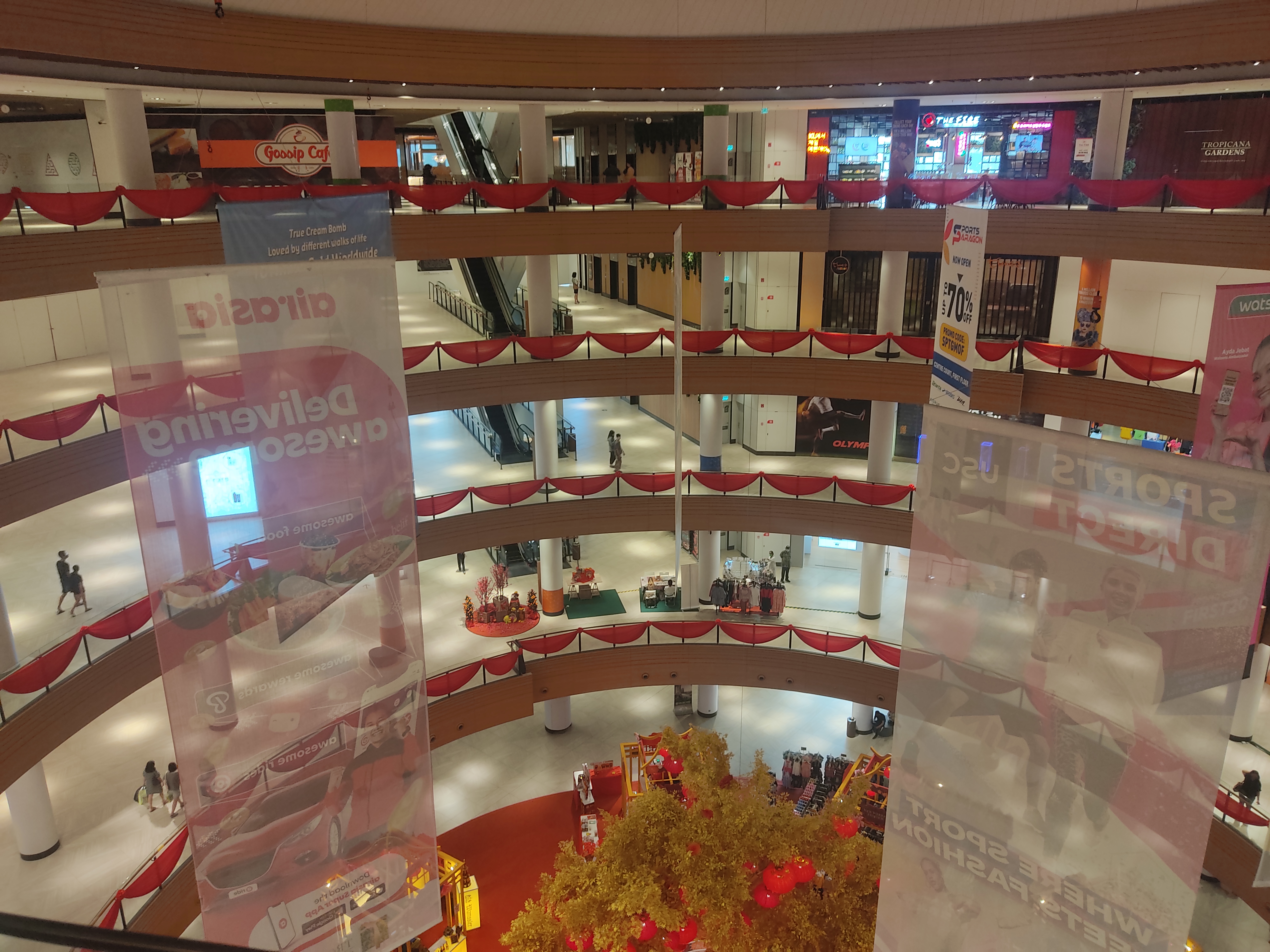
商场中庭
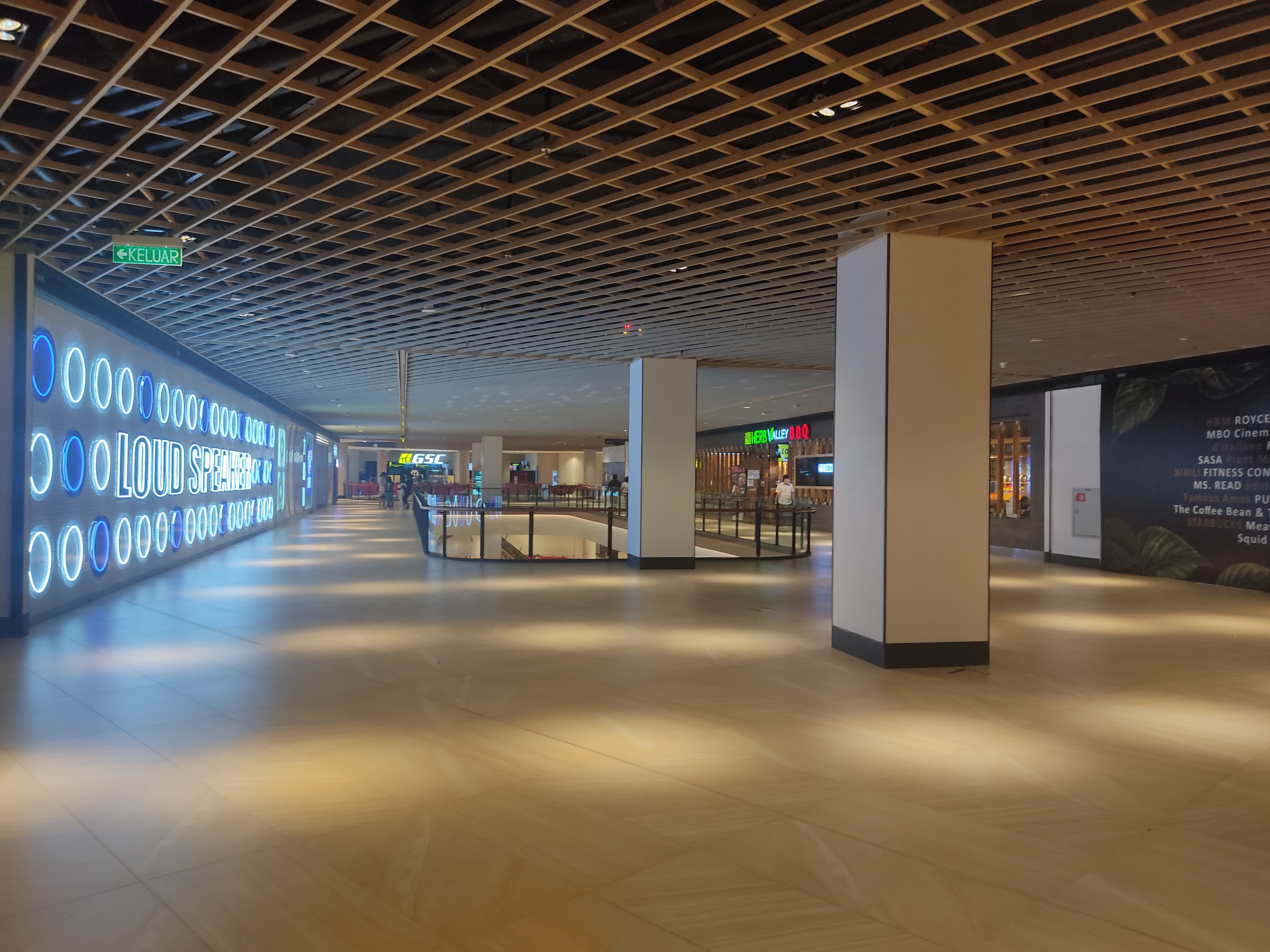
商场三楼
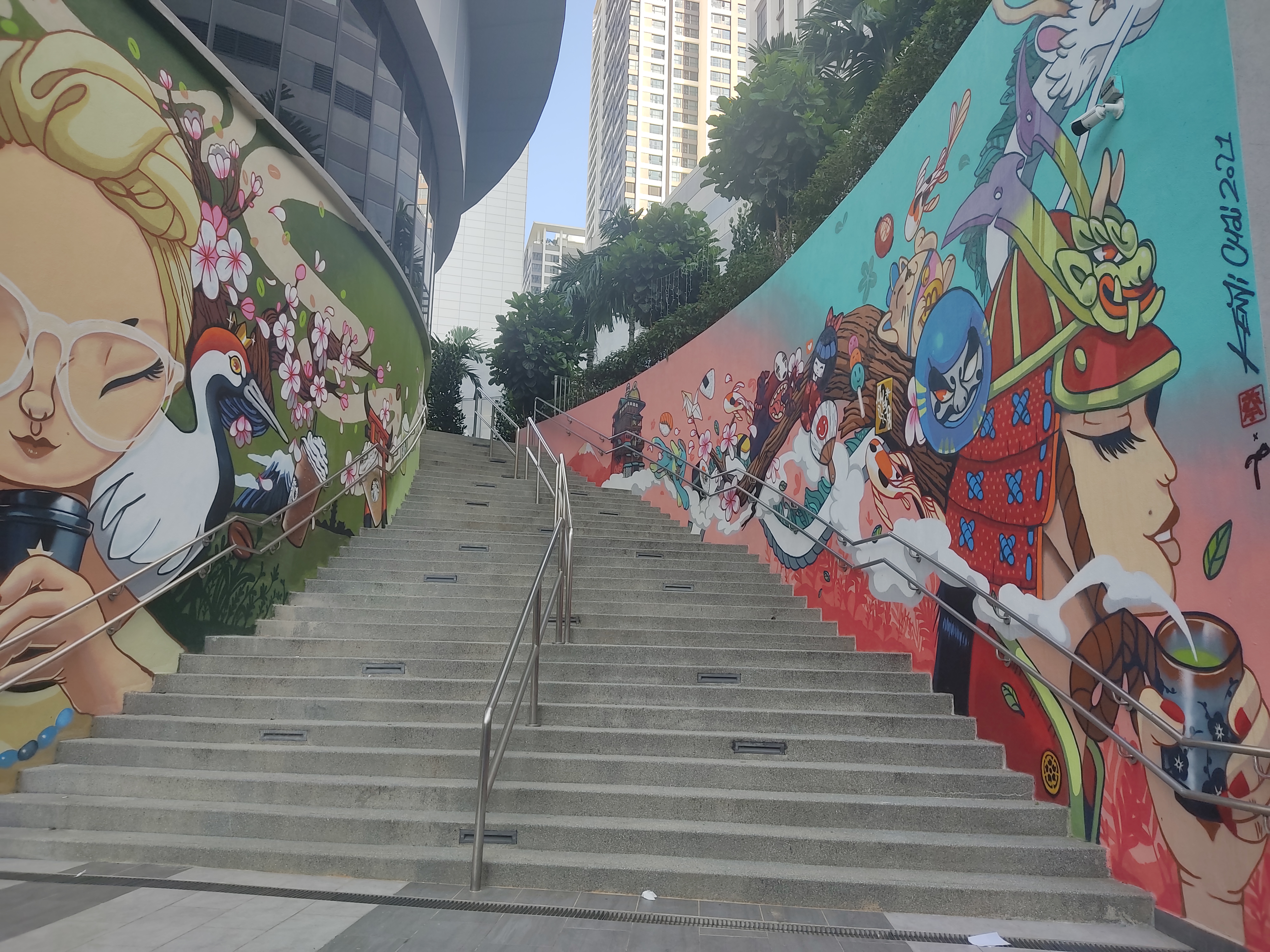
商场楼顶户外空间之壁画
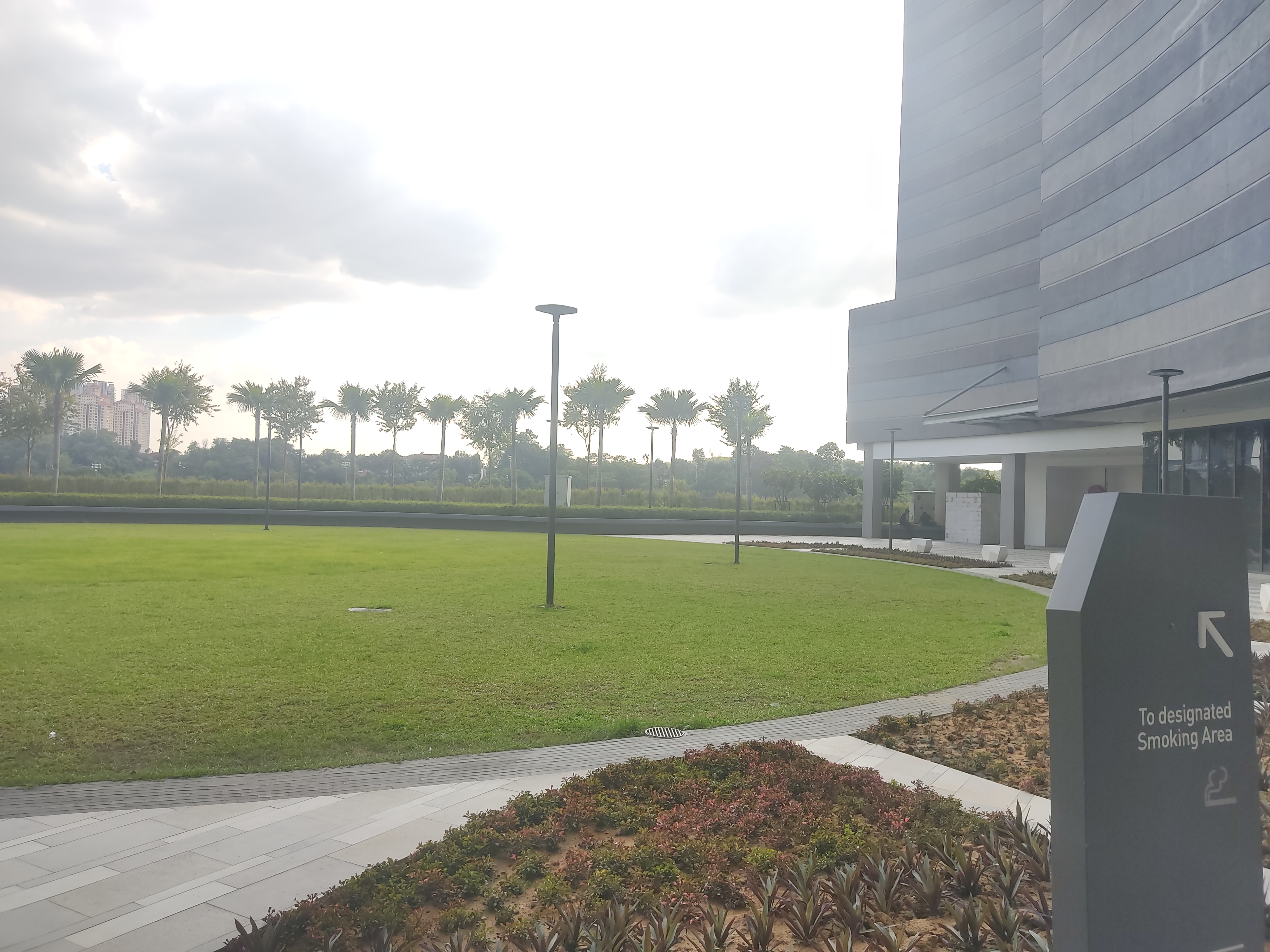
商场的户外绿地
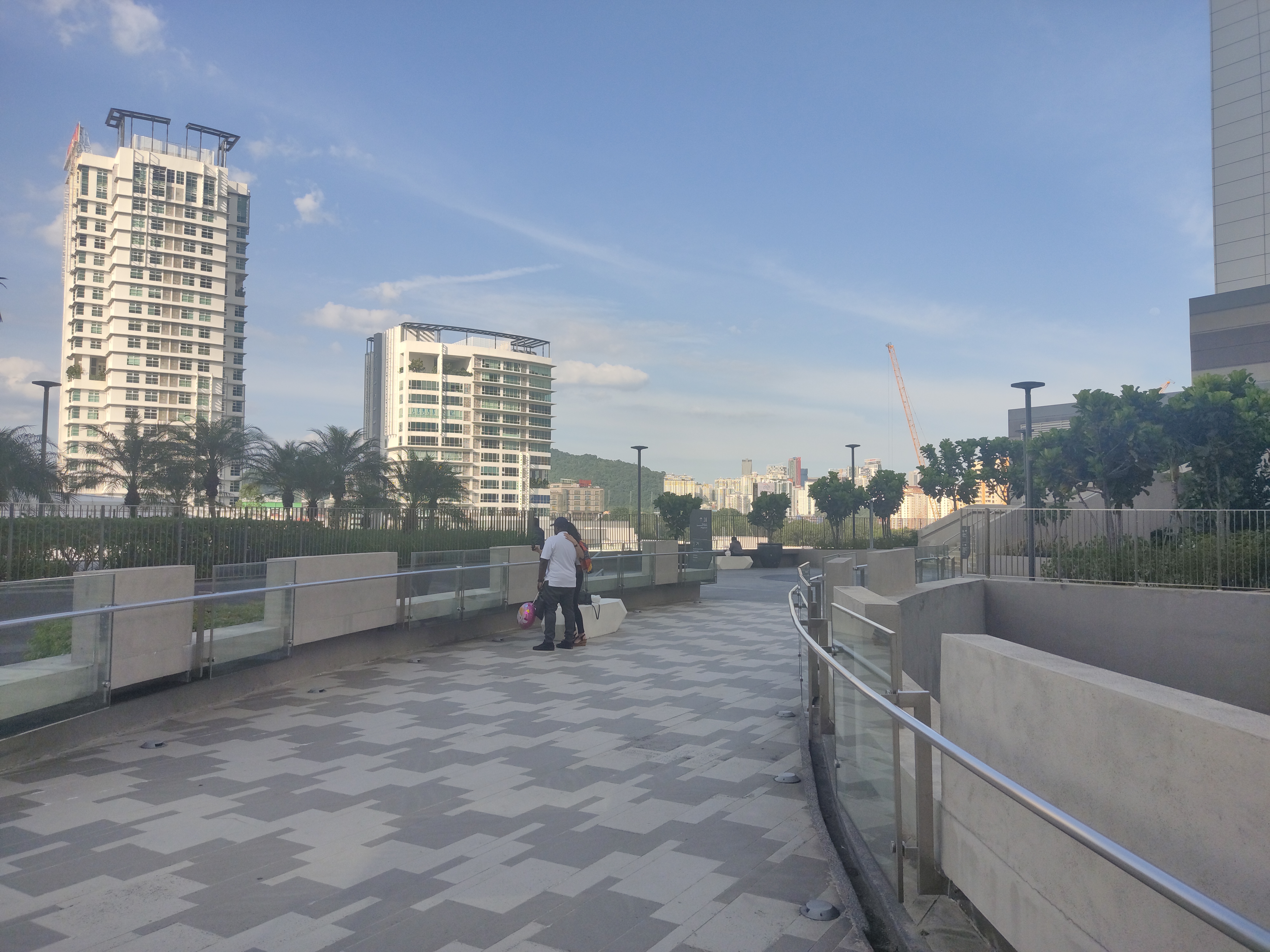
商场楼顶公园
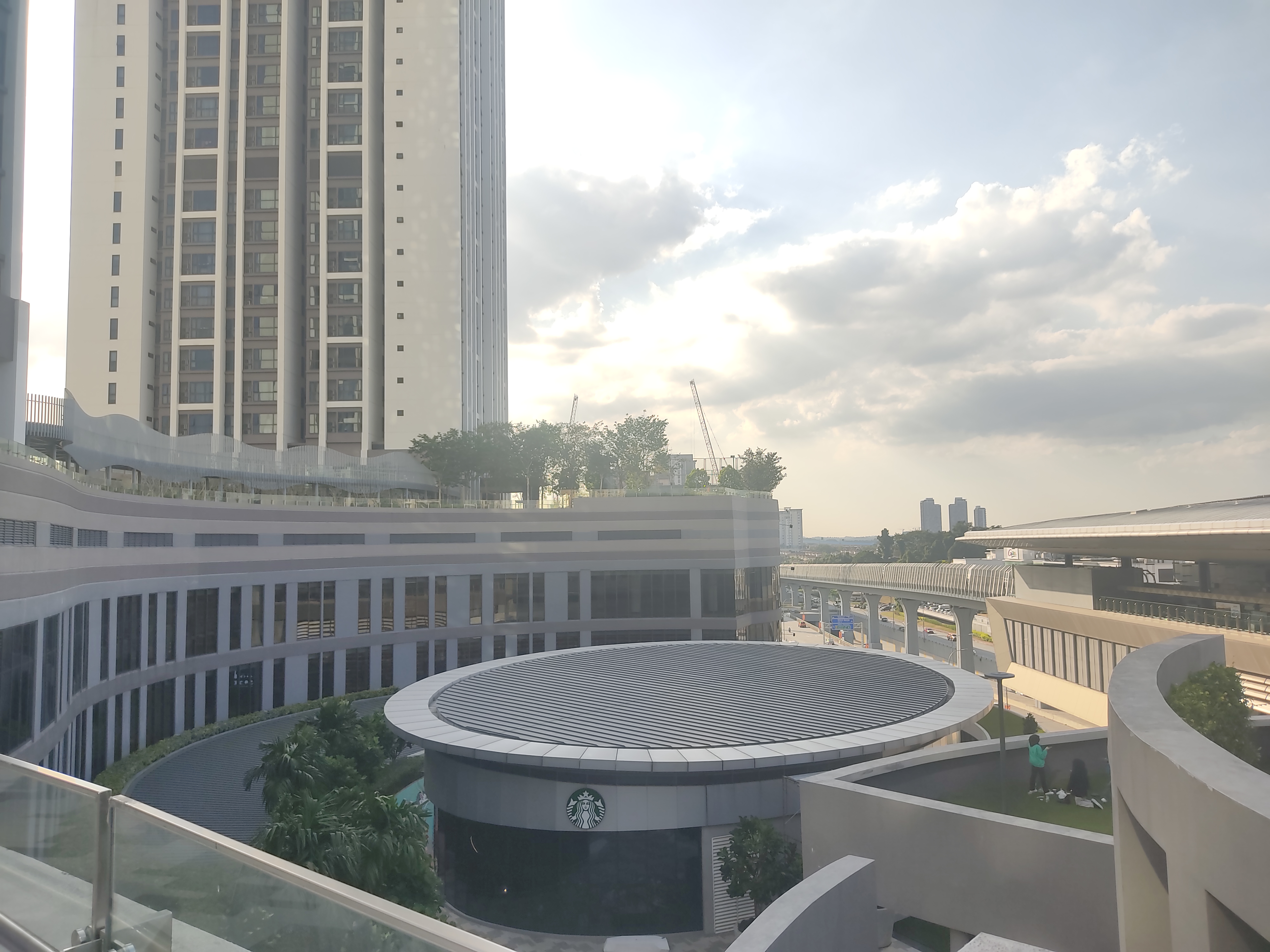
商场楼顶公园
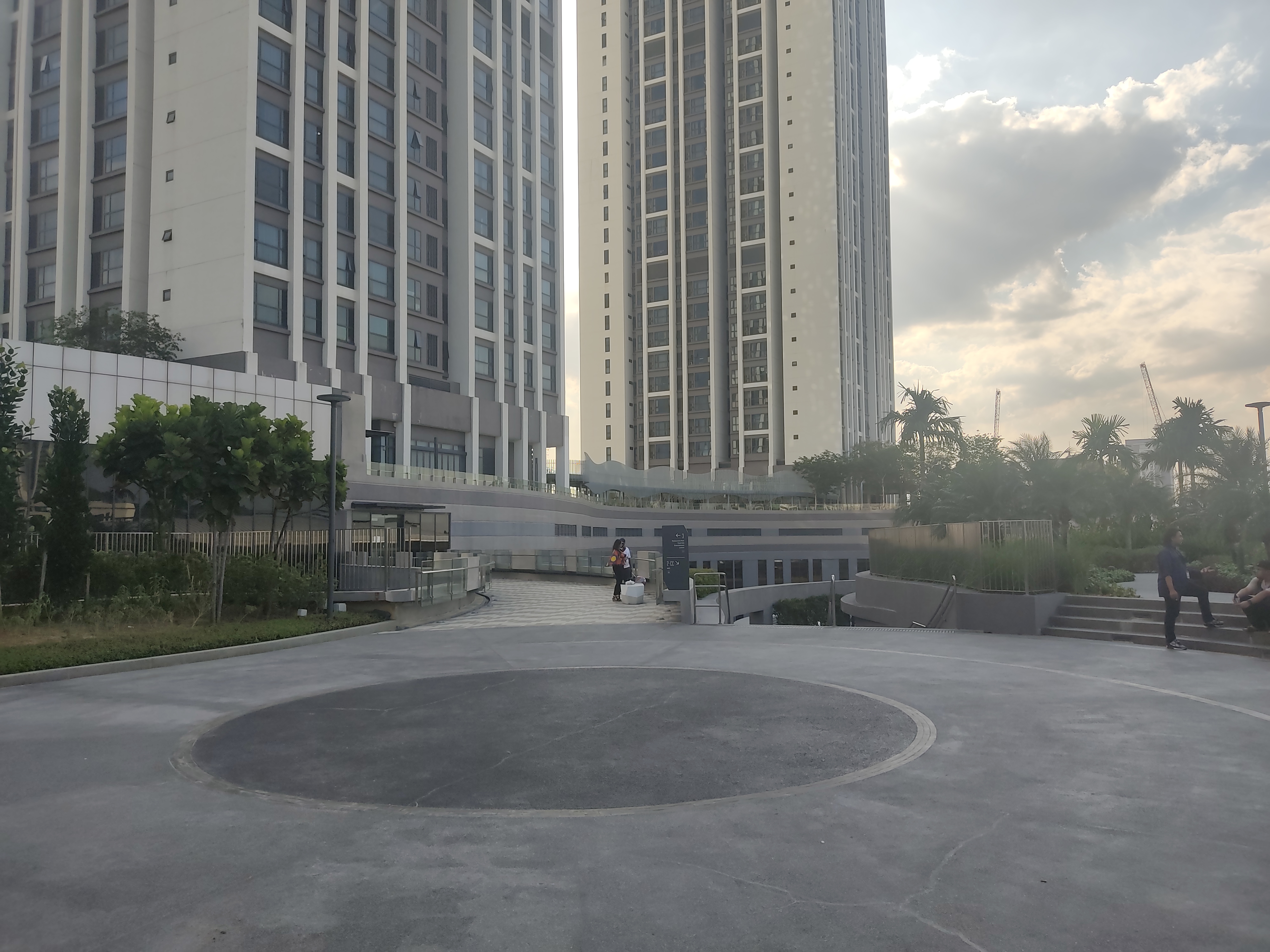
商场楼顶公园
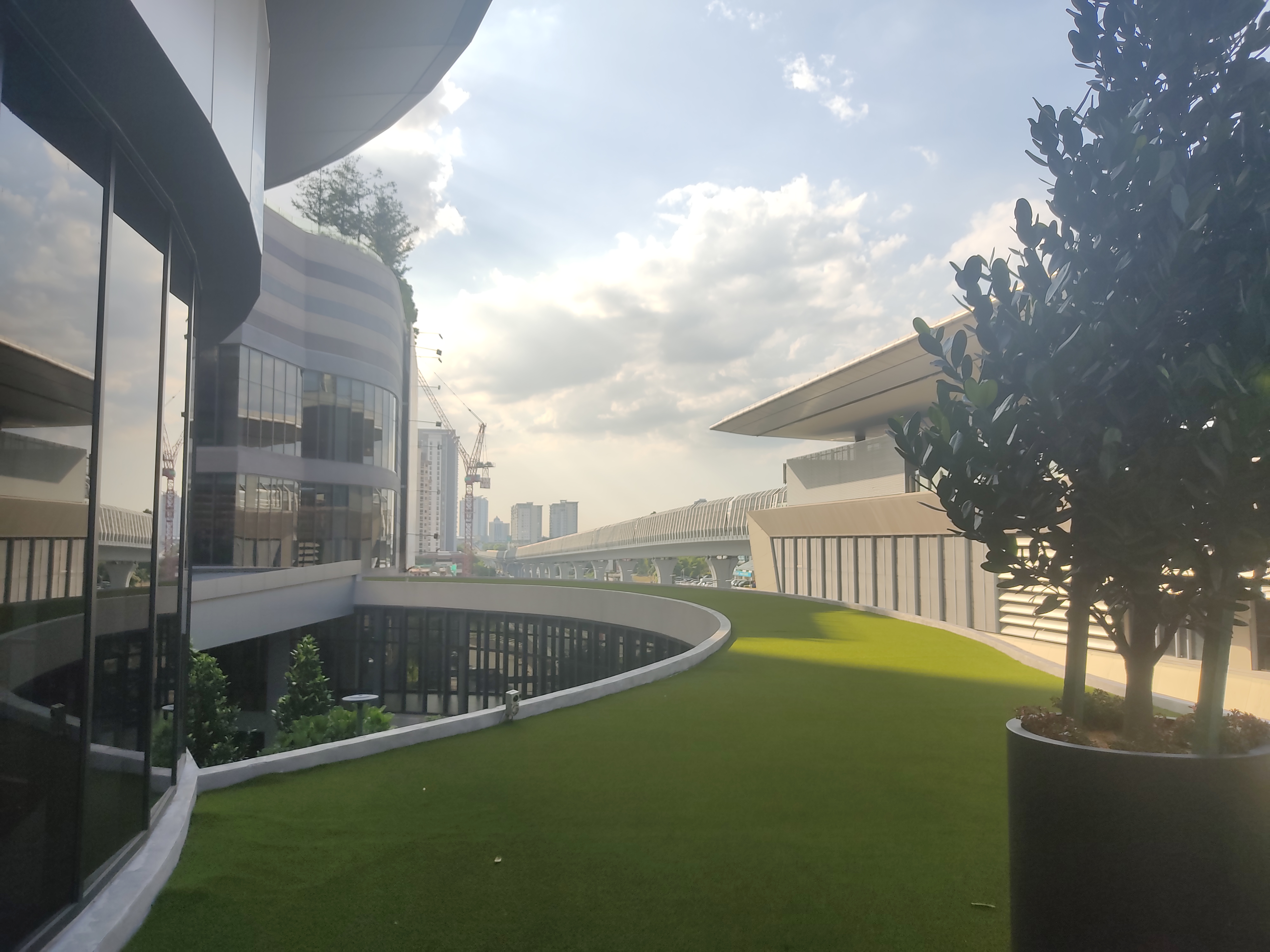
商场楼顶公园
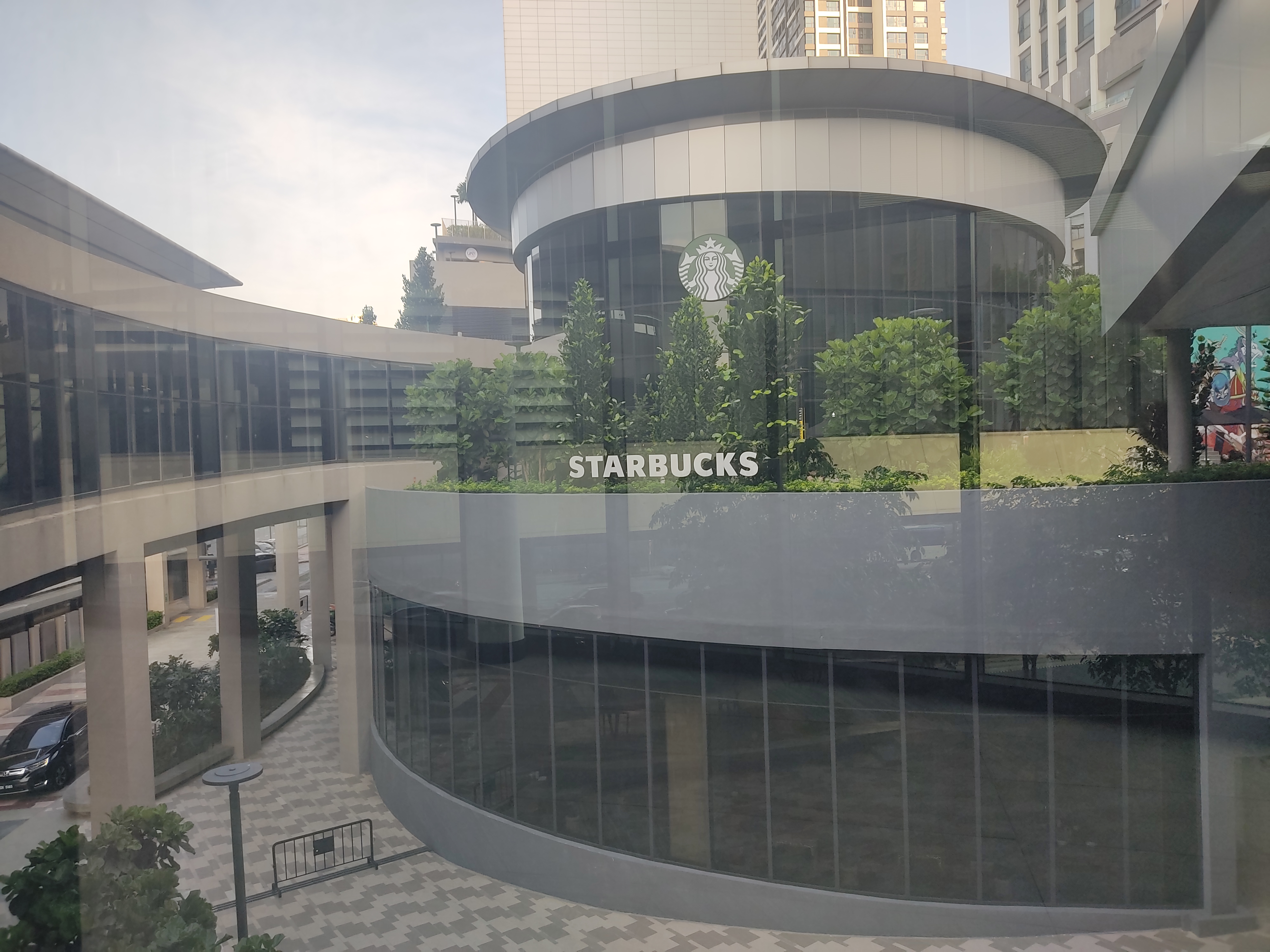
商场户外空间的星巴克臻选分店
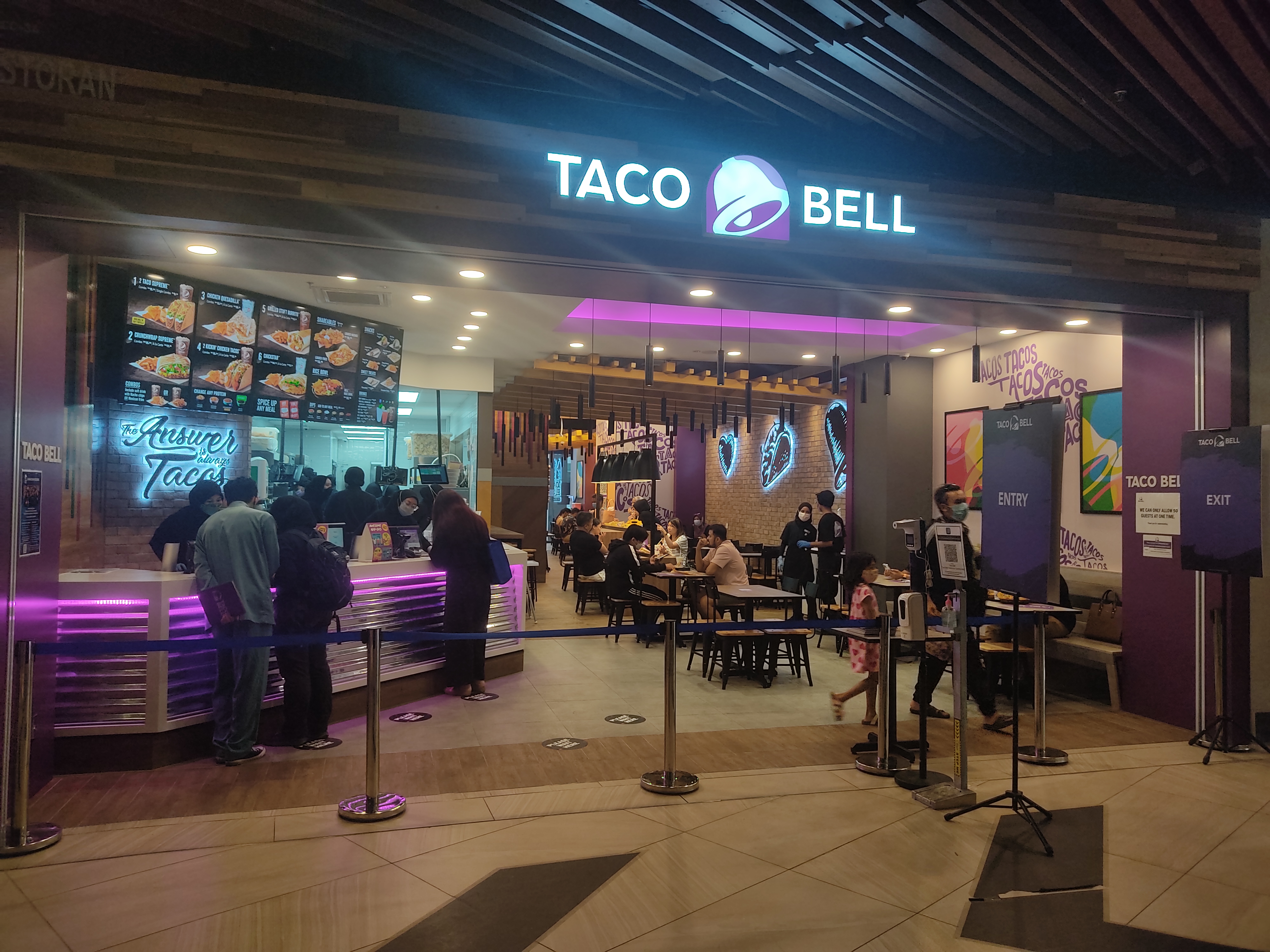
塔可钟分店
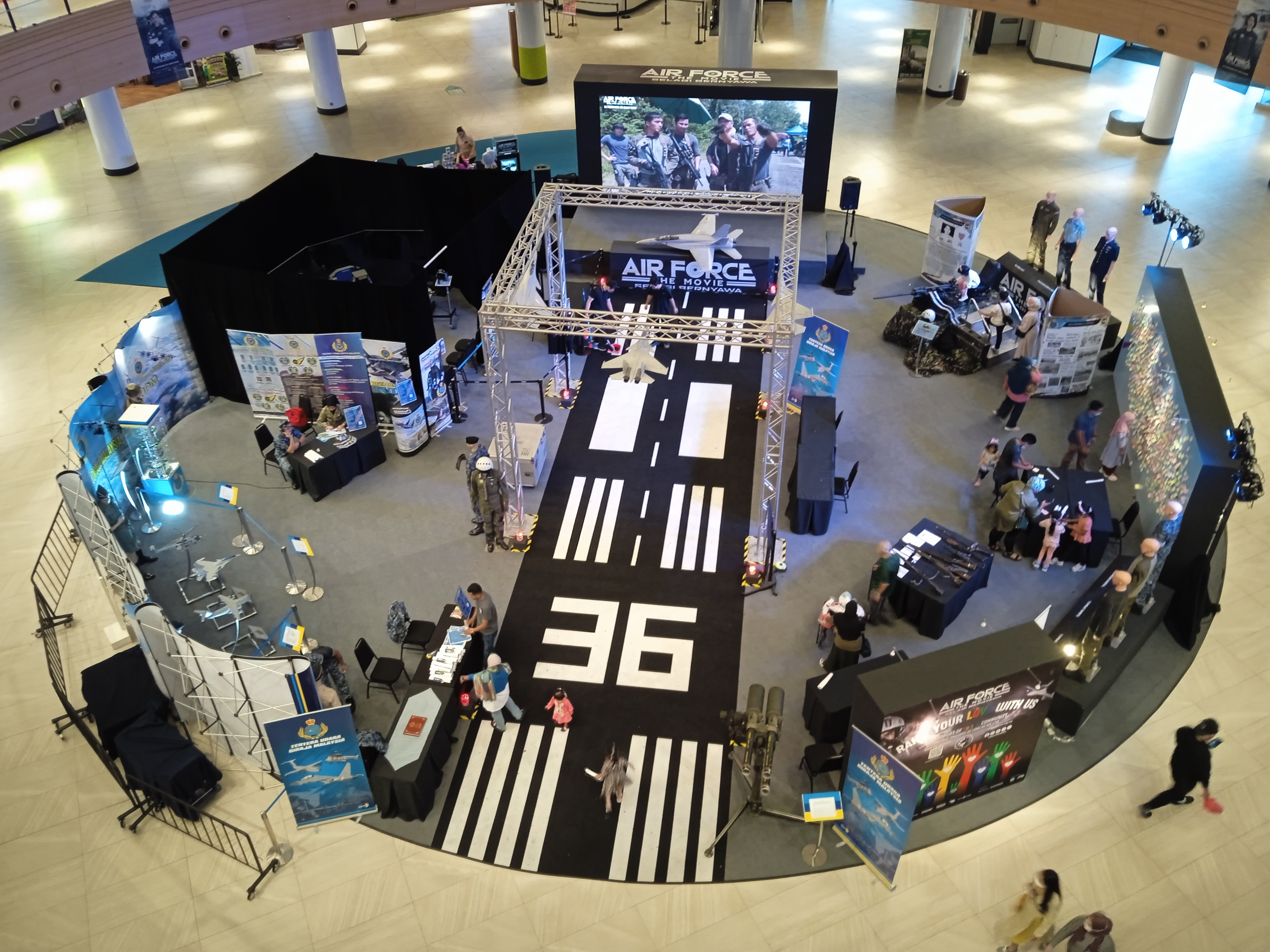
空军电影：生存时刻商场内举行的电影博览会

## 外部連結
- Tropicana Gardens Mall （页面存档备份，存于）
- 丽阳名捷城商场的Facebook專頁
- 丽阳名捷城商场的Instagram帳戶
- 详细地图 （页面存档备份，存于）